# NGC 6359
NGC 6359 (również PGC 60025 lub UGC 10804) – galaktyka eliptyczna (E-S0), znajdująca się w gwiazdozbiorze Smoka. Odkrył ją Heinrich Louis d’Arrest 27 października 1861 roku.